# Endless (Inna)
Endless è un singolo dance-pop dell'artista rumena Inna, estratto come quarto singolo dal suo secondo album, I Am the Club Rocker. Endless è stata scritta, prodotta e arrangiata dal team discografico Play & Win e la chitarra è suonata da The Marker. Il brano è stato registrato presso i Play & Win Studios a Constanţa, in Romania. La canzone parla di un amore violento e pericoloso ormai passato e la protagonista decide di iniziare la sua vita tutta da capo felice.
Inna aveva precedentemente caricato la canzone sul suo canale YouTube due settimane prima dell'uscita dell'album. Su Facebook, l'artista chiese ai suoi fan quale avrebbe dovuto essere il prossimo singolo. Gli elettori, più di 10.000 fan, hanno decretato (oltre il 75% del totale) che "Endless" sarebbe stato il prossimo. Il 22 novembre 2011, è stato annunciato che "Endless" sarebbe stato il quarto singolo estratto da "I Am the Club Rocker" il giorno in cui ricorre la giornata "contro la violenza sulle donne", ovvero il 25 novembre 2011.

## Esibizioni Live
Inna ha tenuto una performance dal vivo di "Endless" al "World Trade Center" di Città del Messico nel settembre 2012 insieme ad altro materiale di I Am the Club Rocker. Nel 2016, la cantante ha eseguito una versione ridotta della canzone al festival "Alba Fest" tenutosi ad Alba Iulia, in Romania. In entrambe le occasioni, la cantante ha anche cantato la cover "Love Yourself" di Justin Bieber (2015).

## Video
Il 22 novembre è uscito il teaser ufficiale del video musicale. Il prologo recita: "Ci sono momenti nella vostra vita/quando sentite che a nessuno interessa/A volte avete voglia di gridare ad alta voce/Ma siete impaurite/La vostra voce conta!/Niente violenza!/Mai più dolore!" Si tratta di un video contro la violenza domestica, in cui Inna si trova ad affrontare una relazione con un uomo violento. Il video musicale ufficiale ha debuttato il 25 novembre 2011 a mezzanotte (00:00 GMT +1) su YouTube.

## Tracce
- Romania Airplay Release (2011)[9]

1. Endless - 3:14

- Italia Remixes Digital Download (2011)[10]

1. Endless - 3:14
2. Endless (Speak One Reworked Radio Edit) - 3:28
3. Endless (Lukone Remix Radio Cut) - 3:36
4. Endless (Yvan Kay Radio Edit Next Gen Remix) - 3:56
5. Endless (Yvan Kay the Rock Rules Remix) - 3:37
6. Endless (Speak One Reworked Extended Club Mix) - 5:30
7. Endless (Lukone Remix Extended) - 6:15
8. Endless (Yvan Kay Extended Next Gen Remix) - 4:56
9. Endless (Yvan Kay Factory Remix) - 4:54
10. Endless (Pulphouse Remix) - 4:50
11. Endless (Adi Sina Remix) - 5:41
12. Endless (Audiodish Remix) - 5:54
13. Endless (Diakar Remix) - 4:00
14. Endless (DJ Turtle & Beenie Becker Remix) - 4:33
15. Endless (Pat Farell Remix) - 5:32
16. Endless (Phonk D'Or Mix) - 4:26
17. Endless (Pulserockers Remix) - 5:04
18. Endless (Slickers Remix) - 4:06
19. Endless (The Thin Red Men Club Mix) - 5:30
20. Endless (Zampa Remix) - 6:31
21. Endless (Zampa Tools Mix) - 6:05
22. Endless (Timmy Rise & Barrington Lawrence Remix) - 5:59
23. Endless (Ramy Blazin Remix) - 6:44

- USA Remixes Digital Download (2012)[11]

1. Endless - 3:14
2. Endless (Pulphouse Remix) - 4:50
3. Endless (Audiodish Remix) - 5:54
4. Endless (Diakar Remix) - 4:00
5. Endless (DJ Turtle & Beenie Becker Remix) - 4:33
6. Endless (Pat Farell Remix) - 5:32
7. Endless (Phonk D'Or Mix) - 4:26
8. Endless (Pulserockers Remix) - 5:04
9. Endless (Slickers Remix) - 4:06
10. Endless (Speak One Reworked Radio Edit) - 3:28
11. Endless (Speak One Reworked Extended Club Mix) - 5:30
12. Endless (Speak One Reworked Radio Edit Instrumental) - 3:26
13. Endless (The Thin Red Men Club Mix) - 5:30
14. Endless (Yvan Kay Radio Edit Next Gen Remix) - 3:56
15. Endless (Yvan Kay Extended Next Gen Remix) - 4:56
16. Endless (Yvan Kay Factory Remix) - 4:54
17. Endless (Yvan Kay the Rock Rules Remix) - 3:37
18. Endless (Zampa Remix) - 6:31
19. Endless (Zampa Tools Mix) - 6:05
20. Endless (Timmy Rise & Barrington Lawrence Remix) - 5:59
21. Endless (Ramy Blazin Remix) - 6:44
22. Endless (Adi Sina Remix) - 5:41
23. Endless (Lukone Remix Radio Cut) - 3:36
24. Endless (Lukone Remix Extended) - 6:15

- Paesi Bassi CD Single Promo e Digital Download (2012)[12]

1. Endless - 3:14

- UK CD Single Promo e Digital Download (2012)[13]

1. Endless (UK Radio Edit) - 2:26

- UK Remixes Digital Download e CD Single Promo (2012)[14]

1. Endless (UK Radio Edit) - 2:26
2. Endless (Radio Edit) - 3:14
3. Endless (Extended Mix) - 4:14
4. Endless (Cahill Radio Edit) - 3:07
5. Endless (Cahill Mix) - 6:38
6. Endless (Hi Def Radio Edit) - 3:05
7. Endless (Hi Def Mix) - 5:52
8. Endless (Liam Keegan Radio Edit) - 3:00
9. Endless (Liam Keegan Mix) - 6:09
10. Endless (VIDEOCLIP) - 3:14

## Classifiche
| Classifica (2011/2012) | Posizione massima |
| ---------------------- | ----------------- |
| Belgio (Vallonia)      | 22                |
| Repubblica Ceca        | 51                |
| Romania                | 5                 |
| Russia                 | 181               |
| Slovacchia             | 9                 |

## Date di pubblicazione
| Paese       | Data             | Formato                            | Etichetta       |
| ----------- | ---------------- | ---------------------------------- | --------------- |
| Romania     | 25 novembre 2011 | Airplay                            | Roton Romania   |
| Italia      | 15 dicembre 2011 | Remixes Digital Download           | Do It Yourself  |
| Stati Uniti | 10 gennaio 2012  | Remixes Digital Download           | Ultra Records   |
| Paesi Bassi | 13 gennaio 2012  | CD Singolo Promo, Digital Download | Spinnin Records |
| Regno Unito | 8 luglio 2012    | CD Singolo Promo, Digital Download | 3Beat           |